# Xilicun
Xilicun (kinesiska: 西李村, 西李村乡) är en socken i Kina. Den ligger i provinsen Henan, i den centrala delen av landet, omkring 180 kilometer väster om provinshuvudstaden Zhengzhou. Antalet invånare är 21 928. Befolkningen består av 10 790 kvinnor och 11 138 män. Barn under 15 år utgör 19,0 %, vuxna 15-64 år 70 %, och äldre över 65 år 10,0 %.
Genomsnittlig årsnederbörd är 692 millimeter. Den regnigaste månaden är juli, med i genomsnitt 144 mm nederbörd, och den torraste är december, med 3 mm nederbörd.